# داستان خرس
داستان خرس (به اسپانیایی: Historia de un oso) یک فیلم انیمیشن کوتاه شیلیایی به کارگردانی گابریل اوساریو وارگاس و فیلمنامه‌نویسی دانیل کاسترو است. فیلم تحت تأثیر خاطره پدربزرگ کارگردان که در جریان کودتای ۱۹۷۳ شیلی دو سال به زندان افتاده بود و بعد از آن به تبعید رفته بود ساخته شد. داستان خرس در هشتاد و هشتمین دوره جوایز اسکار برنده جایزه اسکار بهترین انیمیشن کوتاه شد. این نخستین بار بود که شیلی برنده یک جایزه اسکار می‌شد.